# Ivanko
Ivanko sau Ivancu (în română Ivancu; în bulgară Иванко' în greacă Ivankos), conducător vlah al unei formațiuni statale din Balcani. Este cel care l-a ucis pe Ioan Asan I, conducător al celui de Al Doilea Țarat Bulgar, în 1196. Omorul s-a produs atunci când Asan l-a bruscat pe Ivancu la o întrevedere particulară, după ce acesta avusese o aventură cu cumnata conducătorului vlaho-bulgar.
În 1197, Ivancu s-a căsătorit cu Theodora Angelina, fiica sebastocratorului Isaac Comnen (ucis în Bulgaria nu cu multă vreme în urmă) și a Anei Angelina. 
După ce a adoptat numele grecesc de Alexios, Ivancu a purtat lupte în numele împăratului bizantin Alexios al III-lea Angelos, însă după o vreme a întors armele împotriva Bizanțului. Astfel, l-a capturat pe generalul bizantin Manuel Kamytzes în 1198; Kamytzes va fi apoi răscumpărat de către ginerele său, vlahul Dobromir Hriz.
Ivancu a încercat să stabilească un principat autonom între râurile Marița și Struma, și înspre malul Mării Egee, favorizând așezarea vlahilor în aceste zone.
Ginerii împăratului de la Constantinopol, despotul Alexios Paleologul și Theodor I Laskaris, au efectuat un marș împotriva lui Ivancu în anul 1200, care a fost capturat. Deși Alexios Paleologul promisese, într-un consiliu de pace, să nu-l prejudicieze în niciun fel, Ivancu și-a petrecut ultimii ani în închisoare.